# Hugon Despenser
Hugon Despenser, Hugh le Despenser (ur. 1262, zm. 27 października 1326 w Bristolu) – angielski możnowładca, zwany Starszym Despenserem, jeden z najbardziej wpływowych doradców króla Edwarda II, ojciec jego faworyta Hugona Młodszego.
"Starszy Despenser" był synem Hugh le Despensera, 1. barona le Despenser, i Aline Bassett, córki Philippa Basseta. Po śmierci ojca w 1265 r. został 2. baronem le Despenser. W 1295 r. zasiadł w Parlamencie. Rok później został głównym sędzią królewskim na południe od rzeki Trent. Był nim do 1307 r. i ponownie w latach 1307–1311, 1312–1314 i 1324–1326. Był jednym z nielicznych baronów, którzy pozostali wierni królowi podczas buntu w 1312 r., który doprowadził do egzekucji królewskiego faworyta, Piersa Gavestona.
W 1318 r. stanął na czele baronów niezadowolonych z rządów królewskiego kuzyna, hrabiego Lancaster. Działania Despensera doprowadziły do usunięcia Lancastera z dworu. Jego miejsce jako główny doradca królewski zajął właśnie Despenser. Jego wpływ na króla umocnił się, kiedy jego syn, Hugon Młodszy, został kochankiem króla. Rządy Despensera wywoływały jednak opór baronów. Kiedy w 1321 r. Edward przyznał Despenserom ziemie na pograniczu walijskim wybuchła rebelia i Edward zmuszony był wygnać obu Despenserów.
Rok później sytuacja zmieniła się i Despenserowie mogli powrócić do kraju. Starszy z nich otrzymał wówczas tytuł hrabiego Winchesteru. Wcześniej, w 1320 r., był już lordem strażnikiem Pięciu Portów. Przez następne cztery lata wywierał wielki wpływ na Edwarda II. Jego wpływy skończyły się w 1326 r., kiedy do kraju powrócili z Francji żona Edwarda, królowa Izabela, i jej kochanek, Roger Mortimer. Winchester został pojmany w Bristolu i oskarżony o uzurpację władzy, obrazę Kościoła i bezprawną egzekucję hrabiego Lancaster. Uznany za winnego wszystkich stawianych mu zarzutów został skazany na włóczenie, ścięcie i powieszenie. Egzekucja odbyła się 27 października 1326 r.
Winchester był żonaty z Isabel de Beauchamp, córką Williama de Beauchampa, 9. hrabiego Warwick, i Maud FitzJohn. Hugon i Isabel mieli razem syna i córkę:
- Aline le Despenser (zm. przed 28 listopada 1353), żona Edwarda Burnella, 1. barona Burnell, nie miała dzieci
- Hugon Despenser Młodszy (1286 – 26 listopada 1326)